# 赤坂宿 (中山道)

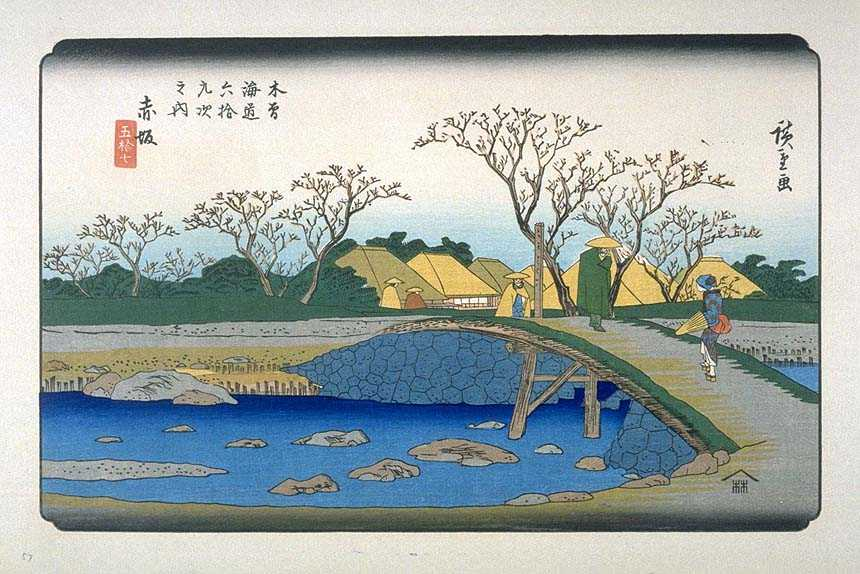
「木曾海道六拾九次之內 赤坂」
歌川廣重的浮世繪作品《木曾海道六十九次》其中的一幅，描繪旅人利用渡橋橫越杭瀨川的景象。

赤坂宿（日语：赤坂宿，又常稱呼為美濃赤坂宿以便與東海道上另外一個同名宿場區別），是日本江戶時代驛道中山道沿線的宿場之一，是中山道六十九次中的第56個宿場，位於美濃國不破郡赤坂村，相當於今日的岐阜縣大垣市赤坂町。

## 簡介

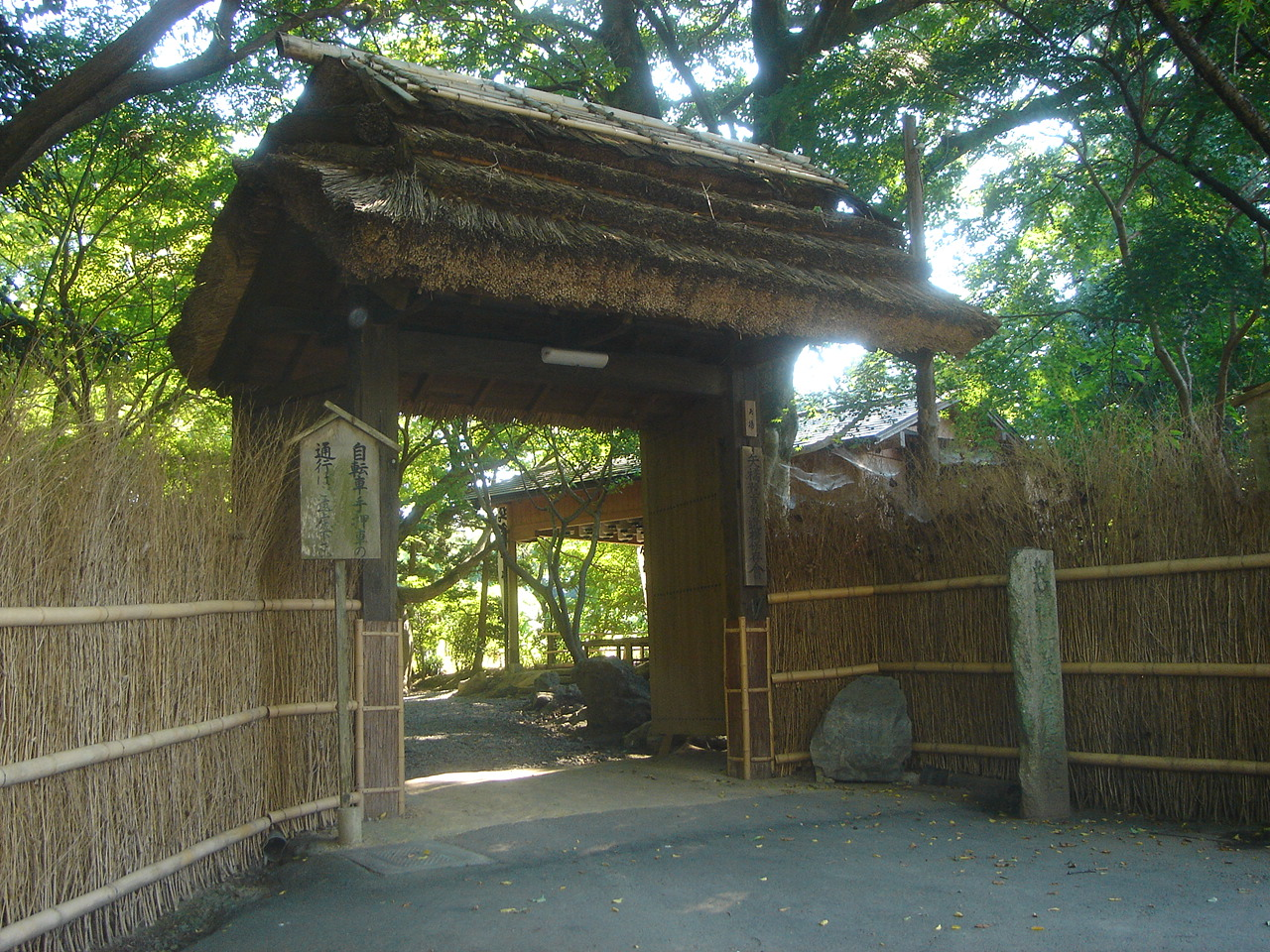
御茶屋屋敷的大門（大手門）

赤坂宿得名於杭瀨川上的河港赤坂港，是個自古因赤坂港與接待至谷汲山參拜的旅客而發展起來的交通要衝。附近的金生山盛產石灰石，以赤坂港為吞吐口，靠馬車接駁利用河運的方式輸出物資，在20世紀初期每日的進出船次甚至可以超過500艘。此榮景一直到1928年時西濃鐵道所屬的貨運鐵路線昼飯線與市橋線通車，才逐漸由鐵路運輸代替了一直以來的水運。
以赤坂港作為東邊端點、東西向延伸的町筋（橫向的街道）橫貫過赤坂宿，沿途共設有一座本陣，一座脇本陣，而根據1843年時的統計當時宿內共有旅籠17間。沿途的重要遺跡或設施包括有：

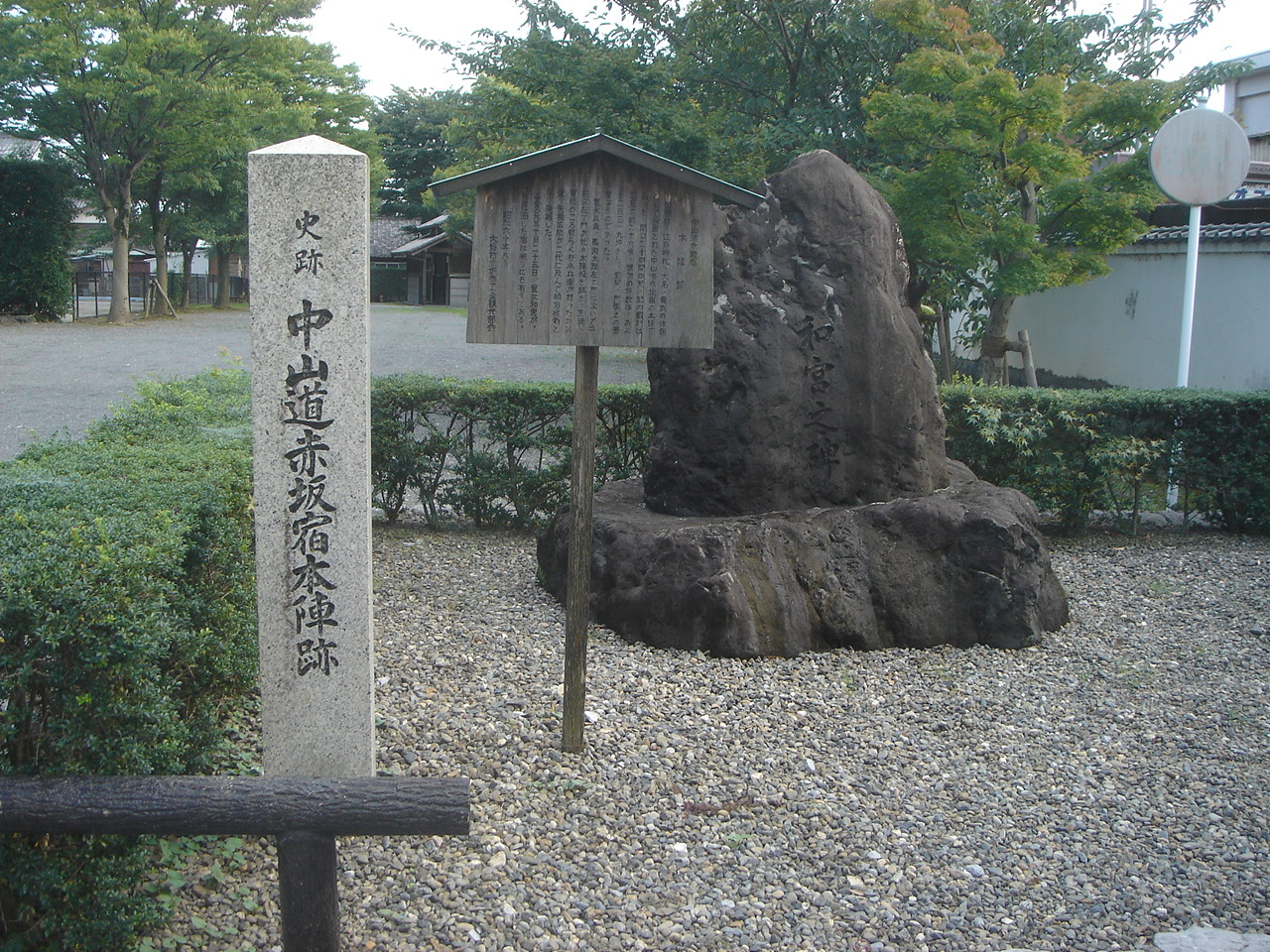
赤坂宿本陣跡碑

赤坂宿本陣跡
江戶時代設置的本陣今日已不存在，其遺留的跡地成為本陣公園，但在當時它是一座間口（面寬）達24間4尺（約45m）、基地面積2反6畝6步（相當於2,589m²）、建築物面積達239坪（790m²）的氣派建築。赤坂宿的本陣因為在1861年（文久元年）10月25日仁孝天皇的么女和宮（皇女和宮）下嫁德川家第14代將軍德川家茂的路上，曾經在此寄宿而聞名。公園內除了有和宮的紀念碑之外，也立有出身美濃赤坂的幕末志士、具有醫生身份的所郁太郎之立像。另外，為了紀念和宮在此住宿的事蹟，每年11月時當地的工商協會都會以本陣公園為中心舉辦「中山道赤坂宿祭」（中山道赤坂宿まつり），以古裝遊行的方式模仿當年和宮出嫁時超過7,800人的盛大列隊。
赤坂宿脇本陣跡
當地仕紳飯沼家自寶曆年間（1751年～1764年）起開始經營脇本陣並兼任宿場的問屋與町年寄（類似街道的行政主管），直到明治時代。明治維新之後脇本陣部分的建築被拆除以作為町役場使用，但仍保存了主屋並以「榎屋」的屋號作為旅館經營，直到2009年時仍有營運，但目前已歇業不再對外開放。
赤坂港跡
因鐵路運輸的取代而沒落的赤坂港，今日其遺跡已成為一座公園，但仍可見到當年被當作燈塔般用途的常夜燈留存。不過，在古代杭瀬川原本並不是在目前的位置，而是在更西邊200公尺處，是揖斐川水系的主幹河川。1530年（享祿3年）時因發生大洪水河道位置大改、河道的寬度也銳減而成為支流，但因有來自池田山的充沛湧水因此成為發展河運的適當地點，而帶起赤坂港的發展。
御茶屋屋敷跡
1604年（慶長9年）時，德川家康在中山道西側修築了幕府將軍專用的住宿設施御茶屋屋敷（お茶屋屋敷），但除了一般的休憩設施外，基地之內也修築了像是土壘、城牆之類有軍事用途的設施。大屋在寬永年間（1624年～1644年）因缺乏維護而傾圮，之後許多資材都被搬移作為修築宿場的用途。今日的屋敷遺跡僅剩當年建造的土壘與乾壕，遺跡的東半在1976年（昭和51年）時被岐阜縣指定為縣定史蹟，目前為私人擁有並在園區內栽種大量的牡丹花，每年花季時都會對外開放參觀，是東海地區有名的賞牡丹花名點之一。
矢橋家住宅
座落在中山道北面，是當地望族矢橋家（矢橋林業及其關係企業的經營者）所擁有的古宅，於1833年（天保4年）修築的2層樓主屋是採用瓦葺屋頂、平入型式構造，是江戶時代末期較為都市地區的大型町屋之代表性作品。1997年時被登錄為日本的登錄有形文化財（建造物類）。